# الكسندر إيكلس
الكسندر إيكلس (بالإنجليزية: Alexander Eccles)‏ (16 مارس 1876 - 17 مارس 1919) هو لاعب كريكت بريطاني (وحمل سابقاً جنسية المملكة المتحدة لبريطانيا العظمى وأيرلندا).